# فيكتور ريفيرا (لاعب كرة قدم)
فيكتور ريفيرا (بالإسبانية: Víctor Rivera)‏ هو لاعب كرة قدم ومدرب كرة قدم بيروفي، ولد في 10 نوفمبر 1968 في ليما في بيرو. لعب مع خوان أوريتش.